# ویکهام، کبک
ویکهام (به فرانسوی: Wickham) شهری در منطقه شهری درومون ناحیه سانتر-دو-کبک در استان کبک کانادا است. در سرشماری سال ۲۰۱۱ این شهر ۲٬۴۴۷ نفر جمعیت داشته‌است و مساحت آن ۹۷٫۷۲ کیلومتر مربع است.